# Lista de gurus hindus
Estes são os mais notáveis Gurus e Homens Santos do Hinduísmo (por ordem alfabética):
- A.C. Bhaktivedanta Swami Prabhupada

* Acharya Srila Bhaktivedanta Narayana Gosvami Maharaj'Breve biografiawww.purebhakti.com
- Adi Shankara
- Akhandanand
- Adgadanand Ji Maharaj
- Mata Amritanandamayi
- Sri Aurobindo
- Baba Lokenath Brahmachari
- Bhakti Tirtha Swami
- Bhakti Vaibhava Puri Maharaj
- Bhaktivedanta Narayana
- Bhagawan Nityananda
- Bhagwan Swaminarayan
- Bala Sai Baba
- Chaitanya Mahaprabhu
- Chinmayananda
- Sri Chinmoy
- Sri Swami Vyaghrananda Bhagwan
- Sri Munirishi Paresh Saddhu
- Swami Dayananda Saraswati
- Devamrita Swami
- Dharmsamrat Paramhans Swami Madhavananda
- Didi Maa Ritambhara Ji
- Devi Chitralekha Ji
- Gurumayi Chidvilasananda
- Gopal Krishna Goswami
- Gopal Mani Ji
- Gyananand Ji
- Hrdayananda Gosvami
- Swami Janakananda
- Jayadvaita Swami
- Jayapataka Swami
- Lahiri Mahasaya
- Madhvacharya
- Mahavatar Babaji
- Maharishi Mahesh Yogi
- Shri Gurudev Mahendranath
- Malati devi dasi
- Mother Meera
- Muktananda
- Narayana Guru
- Neem Karoli Baba
- Nimbarka
- Swami Niranjanananda
- Nisargadatta Maharaj
- Radhanath Swami
- Raghavendra Swami
- Ramakrishna Paramahamsa
- Ramana Maharshi
- Ramanuja
- Ram Dass (Richard Alpert)
- Swami Ramatirtha
- Sri Sri Ravi Shankar
- Paramahamsa Nithyananda
- Paramahamsa Sri Nithyananda Swamigal
- Paramahansa Yogananda
- Paramyogeshwar Sri Devpuriji
- Pramukh Swami Maharaj
- Sai Baba of Shirdi
- Sarada Devi
- Sri Prem Baba
- Satguru Sivaya Subramuniyaswami
- Satsvarupa dasa Goswami
- Sathya Sai Baba
- Swami Satyananda
- Shankaracharya
- Shree Maa
- Shriram Sharma Acharya
- Sadguru Jaggi Vasudev
- Swami Shyam
- Swami Baba Ramdev
- Swami Sukhabodhananda
- Satyamitranand Ji Maharaj
- Yogiraj Gurunath Siddhanath
- Swami Sivananda
- Swarupananda
- Tamala Krishna Goswami
- Upasni Maharaj
- Swami Vivekananda
- Vasant Gurudev
- Yogaswami
- Yukteswar Giri
- kripalu Maharaj
- sanjay sai baba